# Лазе при Онеку
Лазе при Онеку (словен. Laze pri Oneku) су насељено место у општини Кочевје, регија Југоисточна Словенија, Словенија.

## Историја
До територијалне реорганизације у Словенији биле су у саставу старе општине Кочевје.

## Становништво
У попису становништва из 2011. године, Лазе при Онеку нису имале становника.
| Број становника према пописима | Број становника према пописима | Број становника према пописима |
| ------------------------------ | ------------------------------ | ------------------------------ |
| 1991                           | 2002                           | 2011                           |
| 3                              | З                              | 0                              |

Напомена: До 1955. исказивано под именом Лазе.
- Ознака З представља заштићене податке